# Camelia Toader
Camelia Toader (* 23. November 1963) ist eine rumänische Juristin, Universitätsprofessorin und Richterin. Sie ist seit 12. Januar 2007 Richterin am Europäischen Gerichtshof (EuGH).

## Werdegang
Camelia Toader begann im Jahr 1982 das Studium der Rechtswissenschaften an der rechtswissenschaftlichen Fakultät der Universität Bukarest, welches sie 1986 mit dem Lizenziat der Rechte (Licenţa în drept) abschloss. Anschließend wurde sie als Richterin auf Probe am Amtsgericht Buftea in den Gerichtsdienst aufgenommen und 1988 zur Richterin am Amtsgericht des 5. Bezirks in Bukarest ernannt. 1992 absolvierte sie noch die Rechtsanwaltsprüfung und wurde in Bukarest als Rechtsanwältin zugelassen. Ab 1992 setzte Toader ihr Studium an der Universität Bukarest fort und schloss dieses im Jahr 1997 mit einer privatrechtlichen Dissertation zum Thema Eviction in Civil Contracts und der Promotion zum Doktor der Rechte ab. 
Von 1997 bis 1999 war Toader Leiterin der Abteilung für europäische Integration im rumänischen Justizministerium. Im Jahr 1999 wurde Camelia Toader als Richterin im Bereich Zivilrecht und Immaterialgüterrecht an den Obersten Gerichts- und Kassationshof Rumäniens berufen. Sie blieb nationale Höchstrichterin bis zu ihrer Berufung als erste rumänische Richterin nach dem EU-Beitritt Rumäniens an den Europäischen Gerichtshof am 12. Januar 2007.
An der Universität Bukarest wurde Camelia Toader ab 1992 als Lehrbeauftragte tätig und erhielt 2005 eine Professur für Zivilrecht und Europäisches Vertragsrecht. Im Jahr 2000 nahm sie eine Gastprofessur an der österreichischen Wirtschaftsuniversität Wien wahr, 2011 wurde sie Gastprofessorin an der Universität Wien. Daneben war sie auch Lehrbeauftragte für Gemeinschaftsrecht am nationalen Institut für Richter und Staatsanwälte in den Jahren 2003 und 2005 bis 2006. Seit 2010 war sie assoziiertes und seit 2017 ist sie ordentliches Mitglied der International Academy of Comparative Law. Außerdem ist Camelia Toader seit 2010 forschendes Honorarmitglied am Zentrum für europarechtliche Studien des Instituts für rechtswissenschaftliche Studien der Rumänischen Akademie.